# Base d'essais de Sucy
Ne doit pas être confondu avec Base d'essais de la petite ceinture.
La base d'essais de Sucy est une base d'essais utilisée par la Régie autonome des transports parisiens (RATP) pour le matériel roulant du métro de Paris. Elle est située sur la commune de Sucy-en-Brie.

## Histoire
La base est ouverte en 1968 par la RATP pour mettre au point les rames sur pneumatiques destinées au métro de Mexico. Sa situation en plein air permet d'y faire rouler des matériels à grand gabarit destinés à des réseaux étrangers, là où le métro parisien historique est contraint par l'étroitesse de ses tunnels. Au début des années 1970, la base accueille les MP 73 en essai ainsi que leur dérivé chilien, le NS-74. Bien que peu d'informations soient disponibles sur le site, on sait aussi que des rames MF 67 y ont été testées en 1975, ainsi que des MP 89 en 1996. Au début des années 1990, la voie sur pneumatiques est utilisée par Matra et GEC-Alsthom pour les essais du VAL 256, destiné au métro de Taipei et à l'aéroport de O'Hare à Chicago.

## Installations
La base d'essais comporte une voie s'étendant du nord au sud sur une longueur d'environ 850 m, équipée pour le roulement sur pneumatiques et dotée d'un raccordement avec la ligne de Paris-Bastille à Marles-en-Brie, dite aussi ligne de Vincennes. Elle comprend également un petit atelier de maintenance à deux voies, accessible via un passage à niveau traversant la rue dite « Chemin Vert ».

## Galerie de photographies

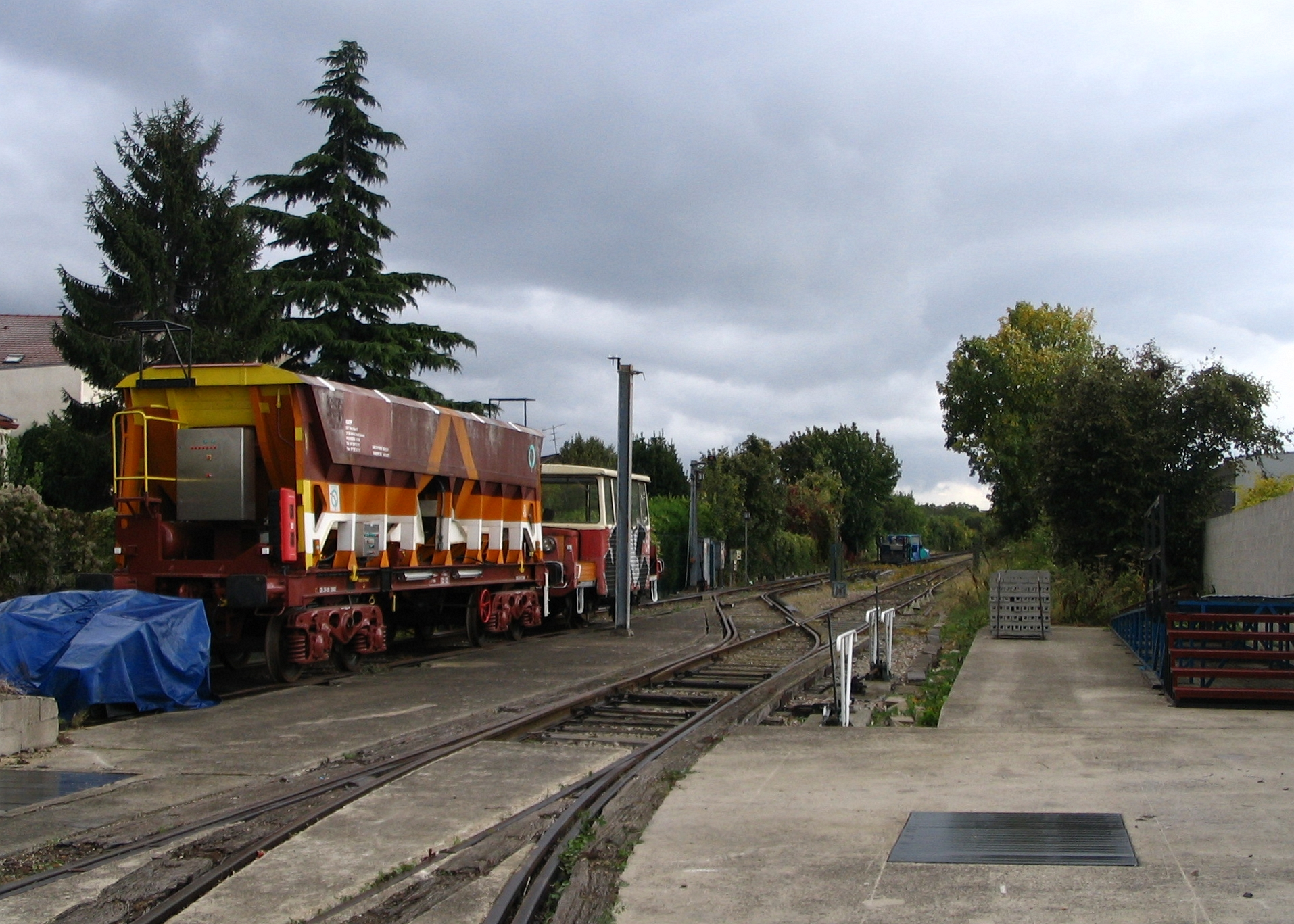
Train de chantier garé sur la base d'essais.
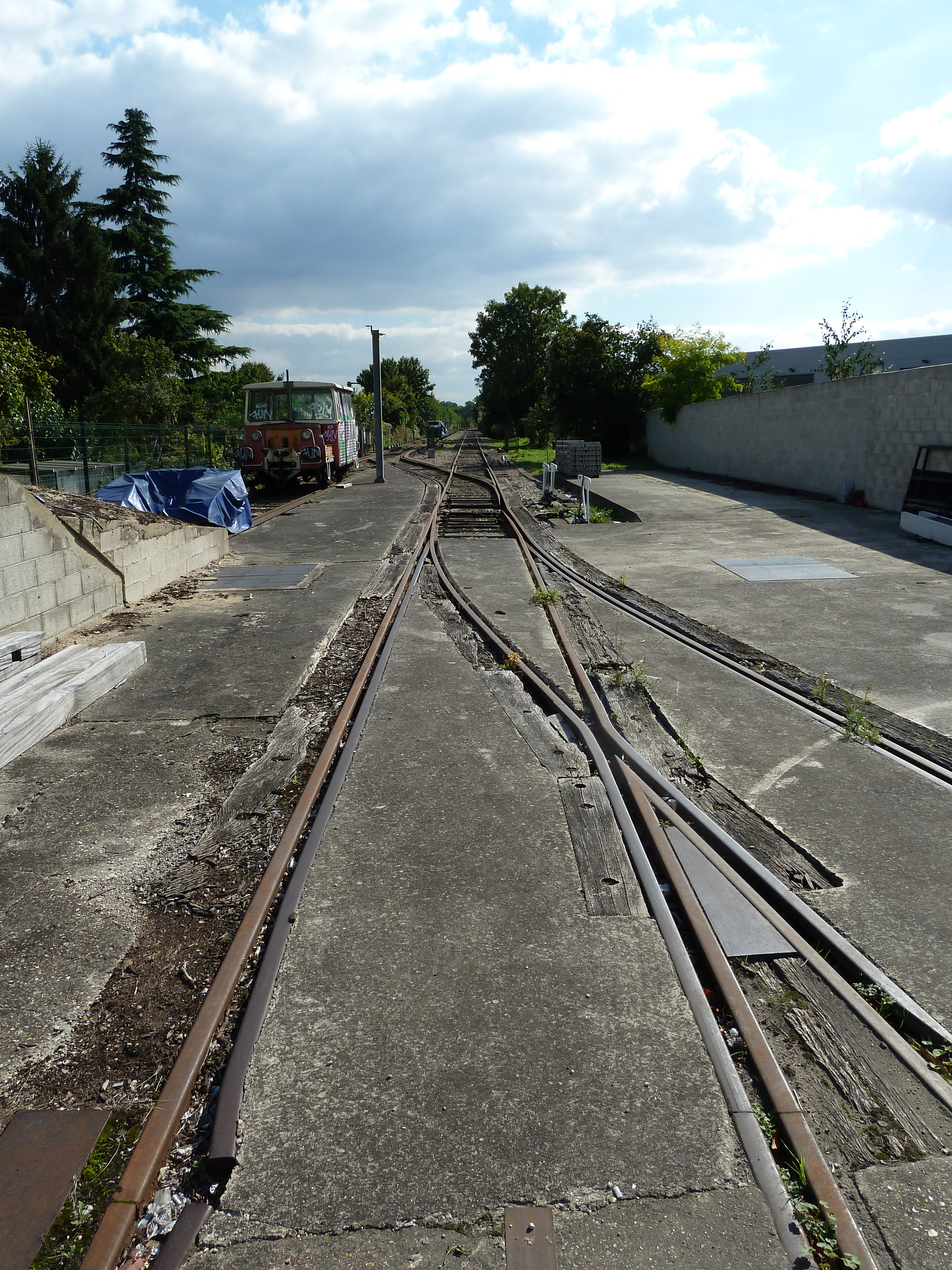
Aiguillage.
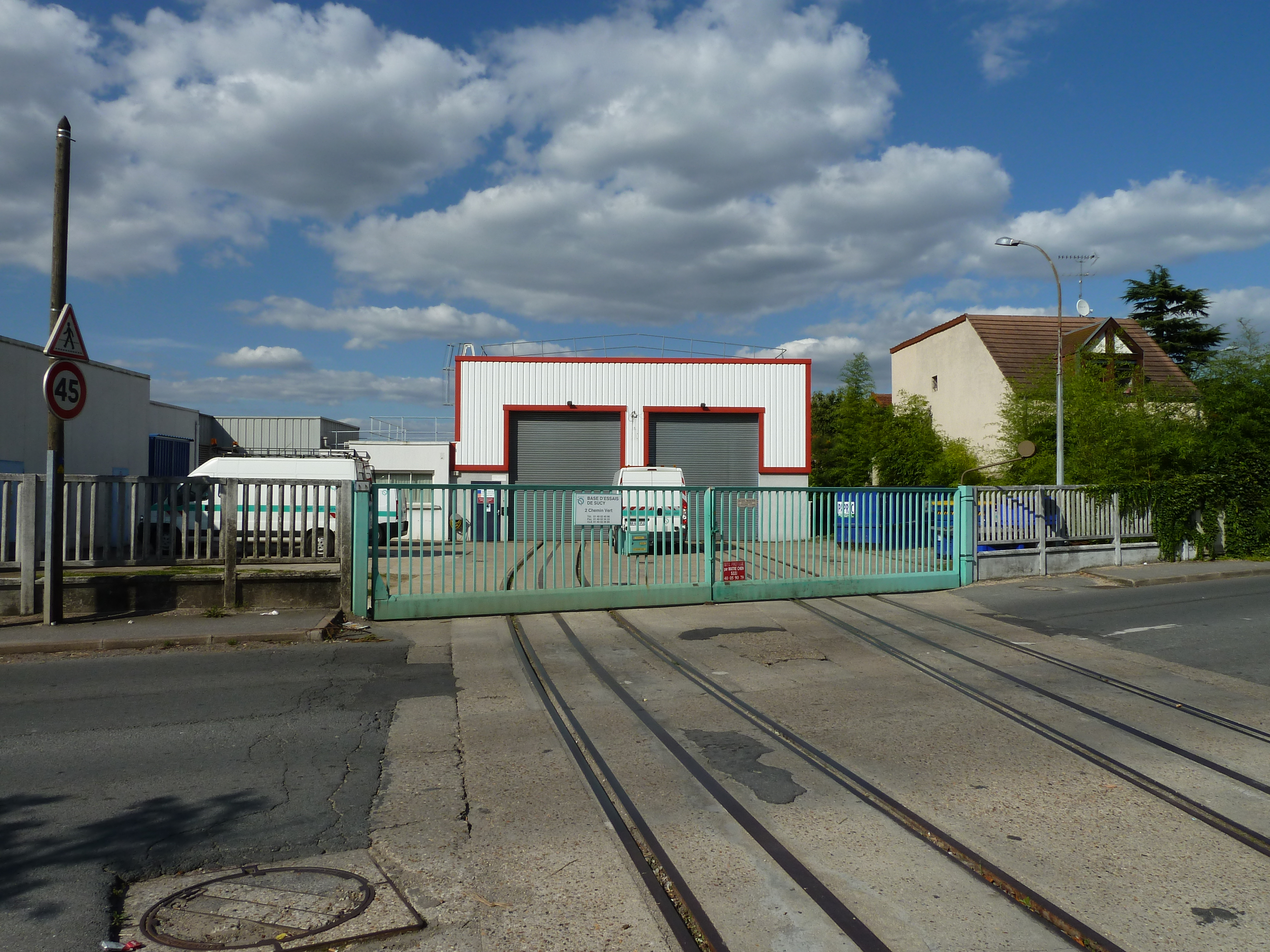
L'atelier de maintenance et le passage à niveau.